# Mossberg Brownie
La Mossberg Brownie es una pistola tipo Derringer de cuatro cañones, que dispara el cartucho .22 Long Rifle y es parecida a la COP .357, producida por O.F. Mossberg & Sons desde 1920 hasta 1932. La Brownie está basada en una anterior pistola patentada y licenciada por Oscar Mossberg a la Shattuck Company.

## Diseño
La pistola tiene un gatillo de doble acción única y un percutor rotativo. Cada presión del gatillo amartilla y suelta el martillo, además de rotar el percutor para disparar cada cartucho en sucesión. Un retén montado en la parte superior del arma soltaba el conjunto de cañones para que basculen. Mossberg ofrecía junto a la pistola una pieza de chapa de acero doblada para extraer los casquillos vacíos.
Desde 1986 hasta 1987, Advantage Arms produjo la Modelo 422, con muchas características de la Brownie. El diseño de Advantage Arms también fue producido para el cartucho .22 Winchester Magnum Rimfire, estos modelos teniendo un extractor interno.
Cobray también produjo un raro revólver llamado "Pocket Pal" que tenía el mismo sistema de cañón basculante, forma y sistema de martillo de la Brownie. Cobray combinó esto con un singular sistema de dos cañones de distinto calibre. Tenía dos tambores "zig-zag", uno para cartuchos .22 Long Rifle y otro para 9 x 17 Corto. El mismo martillo disparaba tanto el tambor inferior en .22 Long Rifle como el tambor superior en 9 x 17 Corto, según como habían sido instalados.